# لیونل دو روتشیلد
لیونل دو روچیلد (انگلیسی: Lionel de Rothschild؛ ۲۲ نوامبر ۱۸۰۸ – ۳ ژوئن ۱۸۷۹) سیاست‌مدار اهل پادشاهی متحد بریتانیای کبیر و ایرلند بود.